# Ponte da Coulouvrenière
A Ponte da Coulouvrenière (em francês:  Pont de la Coulouvrenière) fica sobre o rio Ródano em Genebra, na Suíça, e é a quinta ponte deste rio depois de ter saído do lago Lemano. Liga o Quai de la Poste da margem direita com o Quai Turrettini .

## Etimologia
O termo Coulouvrenière que deu o nome á ponte provém de "couleuvrine" que em francês designa um pequeno canhão, pois que existia uma campo de tiro com esse nome nas proximidades, no terreno onde hoje se encontra o Edifício das Forças Motrizes. 
Em 1514 foi atirado o primeiro tiro pelo companhia dos Arquebusiers no "champ de la Coulouvrenière   .

## Características
Ponte para o trânsito de veículos em arco, tem 150 m de comprimento e uma largura de 18.7 m. Em 1970 a ponte é alargada para ocupação dos antigos passeios para a circulação e o alargamento de dois passeios de 3.7 m .

## História
O projecto para uma ponte em paralelo com a ponte do Monte Branco mas mais para jusante desta, apareceu logo em 1825 por alturas da aprovação pelo Conselho do Estado de Genebra daquela outra, na altura só uma ponte suspensa para peões.